# Greetings from Your Hometown
Greetings from Your Hometown (с англ. — «Привет из вашего родного города») — седьмой студийный альбом американской группы Jonas Brothers, выпущенный 8 августа 2025 года. Выход альбома приурочен к двадцатилетию с образования группы. Пластинка записана в жанре поп, а гостевыми исполнителями выступили Дин Льюис, Switchfoot и Marshmello. В продюсировании и написании текстов принимали участие Джастин Трантер, Мэдисон Лав, Джулиан Банетта, Райан Теддер, The Monsters & Strangerz, Бенджамин Ингроссо и другие. Сами братья также участвовали в написании песен, выступив авторами десяти песен.
Лид-сингл альбома, «Love Me to Heaven», был выпущен 21 марта 2025 года. Второй сингл, «No Time to Talk» — 20 июня. Через два дня после выхода альбома группа отправилась в турне «Jonas Brothers 20: Greetings from Your Hometown», организованное в рамках празднования двадцатилетия группы и выхода альбома.

## Предыстория
В декабре 2024 года Кевин Джонас порефлексировал в интервью изданию People насчёт истории группы и братьев. В ходе интервью Джонас упомянул, что в 2025 году группе исполнится 20 лет, и заявил, что группа обязательно отметит эту дату, подтвердив, что фанатам стоит ожидать новую музыку. 20 февраля братья выложили в свои социальные сети видео и письменное обращение к фанатам в честь начала юбилейного года для группы Jonas Brothers. В следящую пятницу группа анонсировала «Jonas Con» — мероприятие, где группа выступит и пообщается с фанатами. 
«Jonas Con» состоялся 23 марта. В ходе общения с фанатами, группа анонсировала множество нового контента, включая новый альбом, сообщив его название и дату выхода. 29 мая была представлена обложка альбома.

## Синглы
21 марта, за 2 дня до «Jonas Con», группа выпустила сингл «Love Me to Heaven». Позже стало известно, что он является лид-синглом из Greetings from Your Hometown. Сингл достиг успеха на территории Латинской Америки, заняв высокие позиции в местных хит-парадах. Следующий сингл, «No Time to Talk», был выпущен 20 июня. Сингл содержит в себе интерполяцию хита группы Bee Gees «Stayin' Alive».

### Другие песни
15 июля состоялась премьера песни «I Can't Lose». Группа исполнила песню в сотрудничестве с Mastercard в поддержку кампании «Stand Up to Cancer».
В альбом также вошла коллаборация Jonas Brothers с американским диджеем Marshmello «Slow Motion». Это вторая коллаборация между исполнителями, после сингла «Leave Before You Love Me» (2021). Премьера композиции состоялась 17 января 2025 года. Сингл пользовался успехом в Европе, в особенности в странах СНГ, достигнув первой «десятки» в чартах Беларуси, России, Казахстана, и возглавил хит-парад Латвии. Кроме того, сингл достиг восьмой позиции чарта зарубежных песен в Японии и четвёртой строчки американского хит-парада электронных песен, курируемого изданием Billboard.

## Список композиций
| №                   | Название                                      | Автор(ы)                                                                                        | Продюсер(ы)                                        | Длительность |
| ------------------- | --------------------------------------------- | ----------------------------------------------------------------------------------------------- | -------------------------------------------------- | ------------ |
| 1.                  | «I Can't Lose»                                | Ник Джонас Микки Экко Пэрис Кэрни Райан Дейли                                                   | Дейли                                              | 3:03         |
| 2.                  | «Tables»                                      | Н. Джонас Джо Джонас Кевин Джонас Уильям Лоббан-Бин Джордан Райли Карни                         | Cook Classics Райли                                | 3:33         |
| 3.                  | «Love Me to Heaven»                           | Н. Джонас Джастин Трантер Феррас Алкази Райленд Блакинтон Сара Бо Джошуа Мёрти                  | Мёрти                                              | 3:26         |
| 4.                  | «No Time to Talk»                             | Н. Джонас Джулиан Банетта Гейб Саймон Стеф Джонс                                                | Банетта Саймон                                     | 2:35         |
| 5.                  | «Backwards»                                   | Грейс Баркер Бенджамин Ингроссо Лионель Краста Марк Щик                                         | Щик                                                | 3:00         |
| 6.                  | «Loved You Better» (с Дином Льюисом)          | Льюис Хейли Уорнер Нолан Сайп                                                                   | Льюис Сайп Колин Фут Алекс Борел                   | 2:37         |
| 7.                  | «Greetings from Your Hometown» (с Switchfoot) | Н. Джонас Джон Формэн Тим Формэн Лоббан-Бин Райли Карни                                         | Cook Classics Райли                                | 3:30         |
| 8.                  | «When You Know»                               | Н. Джонас Трантер Александр Гланц Томакс Майкл                                                  | Alexander 23 Hazey Eyes                            | 4:29         |
| 9.                  | «Heat of the Moment»                          | Д. Джонас Томми Инглиш Джозетт Мэскин Гланц                                                     | Инглиш Джереми Хатчер                              | 4:22         |
| 10.                 | «Slow Motion» (с Marshmello)                  | Кристофер Комсток Николас Гейл Коннор МакДоно Райли МакДоно Томас Эриксен Джейк Торри Мэт Дэвис | Marshmello Digital Farm Animals К. МакДоно Earwulf | 2:31         |
| Общая длительность: | Общая длительность:                           | Общая длительность:                                                                             | Общая длительность:                                | 45:27        |

| №                   | Название            | Длительность |
| ------------------- | ------------------- | ------------ |
| 11.                 | «Star»              | 3:44         |
| Общая длительность: | Общая длительность: | 49:11        |

| №                   | Название                     | Автор(ы)                                                                                   | Продюсер(ы)                                        | Длительность |
| ------------------- | ---------------------------- | ------------------------------------------------------------------------------------------ | -------------------------------------------------- | ------------ |
| 10.                 | «Bully»                      | Н. Джонас Д. Джонас Инглиш Трантер Мэскин Садач Кэрни                                      | Инглиш Мэскин                                      | 3:13         |
| 11.                 | «Waste No Time»              | Н. Джонас К. Джонас Райан Теддер Джордан К. Джонсон Стефан Джонсон                         | Теддер The Monsters & Strangerz                    | 2:55         |
| 12.                 | «Lucky»                      | Н. Джонас Д. Джонас Д. Джонсон С. Джонсон Джейсон Эвиган Майк Элизондо Шон Дуглас Эми Уэдж | The Monsters & Strangerz Эвиган Элизондо           | 2:49         |
| 13.                 | «Mirror to the Sky»          | Бьянка Эттербери Пабло Боумэн Щик Мёрти                                                    | Щик Мёрти                                          | 3:23         |
| 14.                 | «Slow Motion» (с Marshmello) | Комсток Гейл К. МакДоно Р. МакДоно Эриксен Торри Дэвис                                     | Marshmello Digital Farm Animals К. МакДоно Earwulf | 2:31         |
| Общая длительность: | Общая длительность:          | Общая длительность:                                                                        | Общая длительность:                                | 45:27        |

| №                   | Название                       | Автор(ы)                                    | Producer(s)         | Длительность |
| ------------------- | ------------------------------ | ------------------------------------------- | ------------------- | ------------ |
| 15.                 | «Tantrum»                      | Джонс Мэдисон Лав Джон Байрон Даллас Коулк  | DallasK             | 2:50         |
| 16.                 | «Love Me to Heaven» (акустика) | Н. Джонас Трантер Алкази Блэкинтон Бо Мёрти | Мёрти               | 3:22         |
| Общая длительность: | Общая длительность:            | Общая длительность:                         | Общая длительность: | 51:46        |